# Lindóia
Lindóia este un oraș în São Paulo (SP), Brazilia.